# 兵庫県立芦屋国際中等教育学校
兵庫県立芦屋国際中等教育学校（ひょうごけんりつあしやこくさいちゅうとうきょういくがっこう、英語: Ashiya International Secondary School）は、兵庫県芦屋市にある公立中等教育学校。2003年に全国初の国際中等教育学校として誕生した。公立のインターナショナルスクール。略称は芦国（）。

## 概要
一般の中学校・高等学校にあたる前期課程・後期課程の6年間を通じて、異なる言語環境や文化的背景のもとに育った生徒が、能力や適性に応じて弾力的に学ぶ中高一貫校であることを特徴に挙げている。

### 教育目標
- 言語環境や文化的背景の異なる子どもたちの相互啓発により、共に生きる心をはぐくみ、多文化社会に生きるにふさわしい人間形成を図る。
- 個に応じた指導の充実により、基礎・基本を確実に身につけ、それを基に自ら学び、考え、判断し、行動する力を培う。
- コミュニケーション能力や異なる文化を理解・尊重する態度など豊かな国際感覚を備え、国際社会に貢献できる力を育てる。

### 校歌
作詞・作曲ともに校歌作成委員会によるもの。歌詞の3番が英語となっている。

## 沿革
- 2000年2月 - 兵庫県教育委員会が「国際化に対応する教育を重視する中高一貫教育校を、ニーズの高い阪神地域に早期の設置を図る」方針を決定する[2]。
- 2002年4月 - 兵庫県教育委員会事務局高校教育課内に新中等教育学校開設準備担当を置く。
- 2003年4月 - 兵庫県立芦屋南高等学校敷地に開校、前期課程カリキュラムによる授業開始。
- 2006年4月 - 後期課程カリキュラムによる授業開始。
- 2009年 - 文部科学省より「校訓を活かした学校づくり」推進校に指定される。
- 2022年10月29日 - 兵庫県立芦屋国際中等教育学校創立20周年式典が行われた。

## 基礎データ

### 所在地
- 兵庫県芦屋市新浜町1番2号

### 通学区域
- 兵庫県
  - 県下全域[3]

### 募集
募集人数および出願資格は以下のとおり。
県立の学校であることから私立学校のように学力試験での選考ができないため、書類選考と小論文と面接による入学試験が行われている。外国人児童や帰国子女ではない一般枠20名の倍率は毎年10倍を常に超えている。高等部からの入学は行われていない。
- 募集人数：80人
  - 日本語や日本文化への理解が不十分な外国人児童：30人
    - 日本国籍を持たない
    - 来日6年未満である

  - 海外から帰国した児童：30人
    - 帰国6年未満である
    - 継続して1年以上、海外に在住した経験を持つ

  - 本校の教育目標を理解し、留学や海外での生活等を目指して特に入学を希望する児童：20人

### 外国人生徒の国籍
オーストラリア、バングラデシュ、ブラジル、カナダ、中国（台湾を含む）、デンマーク、エジプト、フランス、ドイツ、ガーナ、インドネシア、イラン、イスラエル、イタリア、ラトビア、マレーシア、メキシコ、ミクロネシア連邦、ミャンマー、ネパール、パキスタン、ペルー、フィリピン、韓国、ルーマニア、ロシア、スペイン、スリランカ、タイ、トルコ、イギリス、アメリカ合衆国、ベトナム、ケニア、ドミニカ共和国　（2019年6月13日現在）

### 交通アクセス
- 打出駅（阪神本線）より南へ900メートル
- 芦屋駅 (阪神)、芦屋駅 (JR西日本)、芦屋川駅（阪急電鉄）より阪急バス芦屋浜営業所前下車徒歩すぐ

## 部活動
運動部
- カヌー
- 剣道
- 硬式テニス
- サッカー
- ソフトボール
- バスケットボール
- バドミントン
- 陸上競技

文化部
- コーラス
- 吹奏楽
- 美術
- 邦楽
- ESS
- 情報文学
- 科学

## 学校関係者と組織

### 学校関係者組織
- 兵庫県立芦屋国際中等教育学校PTA - 保護者組織。芦国PTAを略称とする。
- 兵庫県立芦屋国際中等教育学校同窓会 - 同窓会組織

## 学校の特徴

### 多国籍ならではの特徴
- 多国籍で構成される生徒たちがおり、多文化共生意識が高い。
- 英語はネイティブ並みから初心者まで語学力に応じて5クラスに分かれている。
- 毎年年末に開催されるクリスマスイベントは国際色溢れるため、国際感覚も醸成される。

### 連携している外部組織
- 独立行政法人国際協力機構(JICA)が主催する中高生エッセイコンテストに毎年多数応募して学校賞及び個人賞も受賞している。

## 周辺
- 阪神電気鉄道本線・打出駅
- 兵庫県立海洋体育館